# Samtgemeinde Eilsen
La comunità amministrativa di Eilsen (Samtgemeinde Eilsen) si trova nel circondario della Schaumburg nella Bassa Sassonia, in Germania.

## Suddivisione
Comprende 5 comuni:
1. Ahnsen
2. Bad Eilsen
3. Buchholz
4. Heeßen
5. Luhden

Il capoluogo è Bad Eilsen.